# Roksana Węgiel
Roksana Emilia Węgiel (pronúncia polonesa: [rɔkˈsana ˈvɛŋɡʲɛl] ; nascida em 11 de janeiro de 2005) é uma cantora polonesa.  Ela representou a Polônia no Junior Eurovision Song Contest 2018 com a música " Anyone I Want to Be ". Ela é a primeira participante polonesa a vencer o Junior Eurovision Song Contest .
Antes do Junior Eurovision, Węgiel venceu a primeira temporada da versão polonesa do The Voice Kids , onde foi treinada por Edyta G compat Estado .

## Vida pessoal
Węgiel nasceu em Jasło , na Polônia.  Quando criança, ela competia em ginástica artística e dança de salão , além de competir no judô internacionalmente.  Węgiel começou a cantar aos oito anos, durante um show de karaokê em um campo de judô na Croácia .  Ela tem um irmão chamado Maksymilian.

## Carreira

### 2017 – presente:The Voice Kidse Junior Eurovision
A carreira de cantora profissional de Węgiel começou em 2017, quando ela fez o teste para a primeira temporada da versão polonesa de The Voice Kids .  Na sua audição cega, ela cantou " Halo " pela artista norte-americana Beyoncé e mandou os três treinadores virarem as suas cadeiras para ela, juntando-se eventualmente à equipa da cantora e compositora polaca Edyta Górniak .  Wägiel avançou através da competição até ser declarado vencedor durante a final de 24 de Fevereiro de 2018, interpretando a entrada de 1994 de Górniak na Eurovisão " To nie ja! " E uma canção original "Żyj".  Depois de vencer a competição, assinou contrato com a Universal Music Polska e lançou seu segundo single "Obiecuję".  Em outubro de 2018, Węgiel se apresentou com Górniak no single "Zatrzymać chwilę", gravado para a trilha sonora da versão polonesa do filme Hotel Transylvania 3: Summer Vacation .

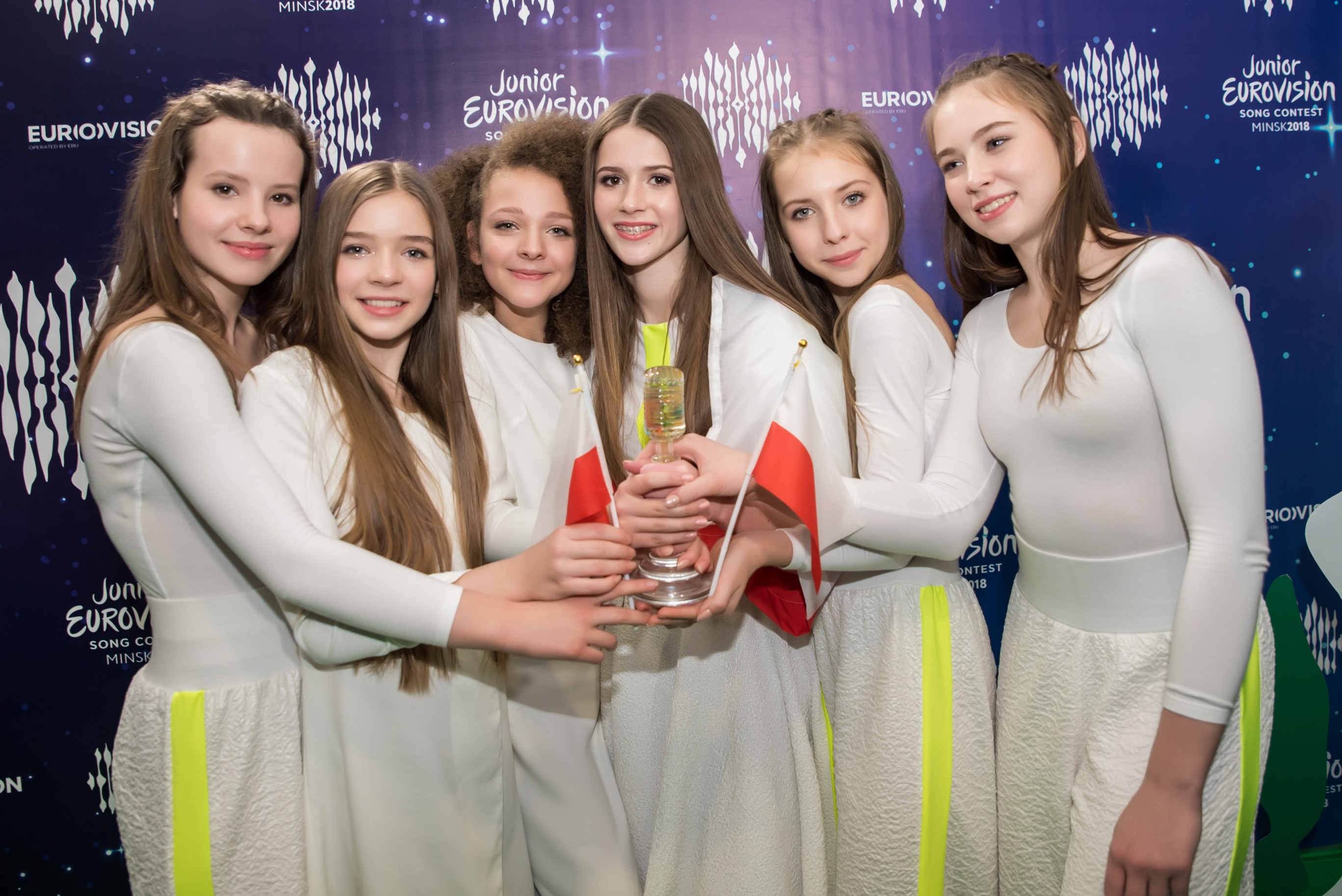
Roksana Węgiel e sua trupe de dança com o troféu Junior Eurovision Song Contest 2018

Em 21 de setembro, Węgiel foi anunciado pela emissora polonesa Telewizja Polska (TVP) como participante da Polônia no Junior Eurovision Song Contest 2018 , a ser realizado em Minsk , Belarus .  Sua música para a competição, intitulada " Anyone I Want to Be ", foi escrita por uma equipe internacional composta pela cantora polonesa Lanberry , o produtor dinamarquês Cutfather , o compositor britânico-americano Maegan Cottone e o músico dinamarquês-norueguês Daniel Heløy Davidsen .  A música foi lançada em 6 de novembro, com seu videoclipe oficial sendo lançado no mesmo dia.  O vídeo ultrapassou um milhão de visualizações no YouTube dentro de duas semanas, tornando-se o vídeo mais assistido do concurso de 2018.  A competição foi realizada em 25 de novembro, onde Węgiel foi coroado o vencedor, ficando em primeiro lugar com o público de audiência e em sétimo lugar com os júris profissionais.  Węgiel é o primeiro polonês a ganhar o Concurso de Canções Eurovision Junior.